# Cepora amarella
Cepora amarella är en fjärilsart som först beskrevs av Wallace 1867.  Cepora amarella ingår i släktet Cepora och familjen vitfjärilar. Inga underarter finns listade i Catalogue of Life.